# Cidades Europeias Amuralhadas
A associação Cidades Europeias Amuralhadas (inglês: European Walled Towns) é uma associação internacional para promover os interesses partilhados por cidades amuralhadas e cidades fortificadas da Europa.
Segundo os estatutos da associação os seus objectivos são os seguintes:
"EWT (as The Walled Towns Friendship Circle) was founded in 1989 as an International Forum to promote the many mutual interests shared by walled towns throughout the world. Originating in Europe, the EWT does not preclude Membership from outside Europe."
Actualmente, salvo erro, não existe uma página sobre esta associação na Wikipédia em outras línguas, em particular não foi possível encontrar uma versão em língua inglesa.